# أوبناو
ابناو (بالألمانية: Oppenau) هي مدينة وبلدة ألمانية تقع في ألمانيا في Ortenaukreis. يقدر عدد سكانها بـ 5,013 نسمة .